# Villa Birkeborg
Villa Birkeborg, eller blot Birkeborg, er et tidligere herskabeligt landsted og palæ i Skodsborg, Rudersdal Kommune, beliggende på Øresundskysten nord for København.
Villaen er tegnet af arkitekt Carl Harald Brummer og blev bygget mellem 1909 og 1910. I løbet af de næste 50 år fungerede Birkeborg som lystgård og sommerresidens for flere velhavende københavnske familier, indtil det blev revet ned i 1960'erne. Ejendommen er siden omdannet til en rekreativ strandpark, i første omgang navngivet Birkeborg Park, men i 1973 omdøbt til Struckmannparken.

## Historie
Området som Birkeborg blev bygget på, blev oprindeligt udstykket fra Aggershvileejendommen, og Birkeborg blev bygget på Aggershvilebakken. Birkeborgs jordtilliggende udgjorde i alt ca. 3 tønder land, svarende til over 16.000 kvadratmeter. Selve palæet med tilstødende pergola og pavillon er tegnet af arkitekt Carl Brummer, som han blev tildelt Eckersberg Medaillen for i 1911. Derudover blev der også opført en tilstødende viceværtsbolig på grunden. En storslået og statelig landskabshave blev anlagt på ejendommen, tegnet og vedligeholdt af havearkitekten Erik Erstad-Jørgensen.
Birkeborg blev bygget under 1. verdenskrig for en svensk gullaschbaron, Lorenz Beijers, og var et typisk eksempel på den fremherskende svensk-tyske arkitektoniske stil, der påvirkede svensk arkitektur efter ægteskabet mellem Victoria af Baden og Gustaf V i 1881. Bygningen havde fire etager, en tagoverbygning med et tårnur og en søjlekolonnade ud mod stranden, og den dominerede de mere beskedne villaer på Strandvejen.
I 1916 købte skibsreder og købmand Andreas Erlandsen (1877-1943) Birkeborg. Han brugte den som sommerresidens indtil 1926, hvor den velhavende Artom Rand (1880-1956), direktør for Københavns Frugtauktioner erhvervede villaen. Rand var gift med Rigmor Rand (født Aller), datter af de danske forlæggere Carl og Laura Aller, og de boede på Birkeborg indtil Rands død i 1956, hvorefter Rigmor alene ejede ejendommen. Rigmor var også medejer af den store herregård Sophienholm ved bredden af Bagsværd Sø i Lyngby, fra 1926 til 1963.
I 1960 solgte Rigmor Rand ejendommen til den lokale bygmester Arp Hansen. Kort tid efter, i 1961, erhvervede Kulturministeriet Birkeborg-ejendommen af Hansen, hvorefter nedrivningen af villaen påbegyndte, og afsluttedes i 1966. I forbindelse med nedtagningen blev der etableret en offentlig strandpark på det frigjorte areal, i første omgang kaldet Birkeborgparken, men i 1973 blev den omdøbt til Struckmannparken, opkaldt efter formanden for Danmarks Naturfredningsforening og en af pionererne inden for dansk naturbeskyttelse, Erick Struckmann.

## Arkitektoniske træk
Bygningen blev opført på en sokkel af ølandssten, med pudsede og let gulkalkede facader. Tagfladerne var beklædt med sortglaserede tegl og og den lodrette væg på mansardtaget var beklædt med kobber.
Hallen strakte sig over to etager og havde adgang til den buede loggia fra stuen; fra første sal førte et omløbende galleri til en balkon, der hvilede på loggiaens søjler. Villaen lå på en skråning ud mod stranden med en fremragende udsigt over Øresund og den svenske kyst.

## Liste over tidligere ejere
- 1910-1916: Lorenz Beijer, svensk købmand.
- 1916-1926: Andreas Erlandsen, købmand og skibsreder.
- 1926-1956: Artom Rand, stifter, direktør og ejer af Københavns Frugtauktioner.
- 1956-1960: Rigmor Rand (født Aller), enke efter ovenstående.
- 1960-1961: Arp Hansen, lokal bygmester.
- 1961-1966: Danmarks Kulturministerium.

### Andre værker
- Sørensen, C. Th. (1939). Om Haver (1st udgave). Copenhagen: Egmont H. Petersens Kgl. Hof-Bogtrykkeri.